# Aeris Gainsborough
Aeris Gainsborough (jap. エアリス・ゲインズブール Earisu Geinzubūru) – jedna z głównych, grywalnych postaci jRPG Final Fantasy VII na PlayStation. Wystąpiła także w grach Final Fantasy Tactics i Kingdom Hearts jako postać poboczna, lecz uznaje się, że ich fabuła nie pokazuje tego, co naprawdę stało się z Aeris, gdyż pojawiła się w nich głównie po to, by więcej graczy zainteresowało się tymi pozycjami. Stanowi ona jednak komentarz do relacji Clouda i Aeris w Final Fantasy VII.
Aeris pojawia się także w kontynuacji Final Fantasy VII – filmie Final Fantasy VII: Advent Children oraz grach
poprzedzających wydarzenia ukazane w FFVII – Before Crisis: Final Fantasy VII oraz Crisis Core: Final Fantasy VII. Te trzy pozycje pokazują jej oficjalne, prawdziwe losy.

## Imię
Zarówno w Internecie jak i innych materiałach można spotkać się z pisownią zarówno "Aeris" jak i "Aerith". Obie wersje są poprawne, a istnienie dwóch wiąże się ze strukturą języka japońskiego.
W japońskiej wersji gry oficjalna transkrypcja imienia tej bohaterki to "Aerith". W japońskim dźwięk "th" wymawia się prawie tak samo jak "s" (podobnie jak dźwięk "r" jest bardzo podobny do "l"). Jednakże w języku angielskim istnieje już znaczna różnica między wymową "s" a wymową "th". Tworząc więc angielską wersję Final Fantasy VII producent gry, Square, przemianował Aerith na Aeris, by uniknąć błędów w wymowie jej imienia. Tak więc zarówno pisownia "Aerith" jak i "Aeris" są poprawne, ale wymowa – tylko "Aeris".
- W niejapońskiej wersji Final Fantasy VII oraz Final Fantasy Tactics postać ta pojawia się jako "Aeris". Jednakże w niejapońskiej wersji Kingdom Hearts poznajemy ją już jako "Aerith".

## Historia Aeris w Final Fantasy VII
Po serii nieszczęśliwych wydarzeń, Aeris zostaje schwytana i przetrzymywana w głównym budynku ShinRy, Cloud i jego drużyna ratują ją i nie mając już dokąd wracać, opuszczają Midgar. W międzyczasie bohaterowie dowiadują się, że Aeris jest ostatnią żyjącą osobą z ludu Cetra, i ma do wykonania jakieś zadanie, jednak sama jeszcze nie wie jakie. Podczas dalszych przygód poznajemy Aeris lepiej, jest to postać miła i sympatyczna, wydaje się być nawet zainteresowana Cloudem gdyż ten przypomina jej swoją pierwszą sympatię. W miarę rozwoju wydarzeń, Aeris dowiaduje się coraz więcej o swej tajemniczej misji, zaczyna sobie zdawać sprawę, że być może to ona jest jedyną osobą mogącą ocalić zagrożoną planetę. Gdy drużyna dowiaduje się, że Sephiroth szuka świątyni starożytnych, Aeris również bardzo chce się tam udać. Na miejscu drużyna dowiaduje się o zamiarach Sephirota i skutecznie przeszkadza mu w znalezieniu poszukiwanej przez niego Czarnej Materii.
Gdy Cloud się budzi dowiaduje się o zniknięciu Aeris, z wskazówek ze swojego snu dowiaduje się dokąd poszła i rusza za nią. W końcu dociera do Zapomnianej Stolicy, dawnego miasta starożytnych. Znajduje Aeris w samym centrum miasta w budynku będącym czymś w rodzaju starożytnej kaplicy, zastaje modlącą się Aeris, gdy do niej podchodzi znów zaczyna tracić zmysły, jednak tym razem jego wola jest silniejsza. Następna scena jest zaskoczeniem. Z góry zeskakuje Sephiroth i przebija swym mieczem modlącą się Aeris zabijając ją, a następnie z bezczelnym uśmiechem spoglądając na Clouda. Sephirioth znika, pozostawiając drużynę z martwą Aeris. Aeris ginie dosyć wcześnie, pozostawiając graczom pewien niedosyt, gdyż późniejsze wydarzenia na pewno byłyby dla niej znaczące, tymczasem umiera jeszcze przed połową gry.

## Losy Aeris w Final Fantasy Tactics
Aeris jest w tej grze kwiaciarką w Zarghidas i jej obecność wiąże się w questem pozwalającym na włączenie Clouda Strife'a do drużyny. W tym mieście można kupić od niej kwiatek. Tu też jest atakowana przez złodziejaszków.